# Sterling Township (Ohio)
Sterling Township ist eines von 16 Townships des Brown Countys im US-Bundesstaat Ohio. Nach der Volkszählung im Jahr 2000 waren hier 3753 Einwohner registriert.

## Geografie
Sterling Township liegt im Nordwesten des Brown Countys im Südwesten von Ohio, ist im Süden etwa 25 km vom Ohio River entfernt, der die natürliche Grenze zu Kentucky darstellt, und grenzt im Uhrzeigersinn an die Townships: Perry Township, Green Township, Pike Township, Williamsburg Township im Clermont County und Jackson Township (Clermont County).

## Verwaltung
Das Township wird durch ein Board of Trustees, bestehend aus drei gewählten Mitgliedern, verwaltet. Zwei Personen werden jeweils im Jahr nach der Präsidentschaftswahl gewählt und eine jeweils im Jahr davor. Die Amtszeit dauert in der Regel vier Jahre und beginnt jeweils am 1. Januar. Daneben gibt es noch einen Township Clerk (Schriftführer), der ebenfalls im Jahr vor der Präsidentschaftswahl auf eine vierjährige Amtszeit gewählt wird. Dessen Amtszeit beginnt jeweils am 1. April.